# Pedro Parages

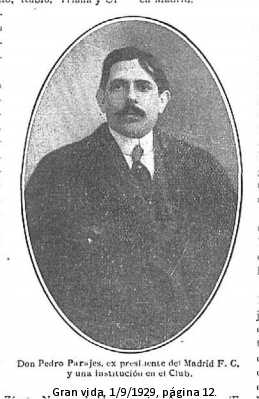
Pedro Parages (1929)

Pedro Parages Diego Madrazo (Madrid, 17 de dezembro de 1883 — Saint-Loubès, 15 de fevereiro de 1950) foi um jogador, treinador franco-espanhol de futebol, além de ter sido presidente do Real Madrid de 1916–1926, quando clube ainda chamava-se Madrid Foot-Ball Club, sendo inclusive o presidente do clube na época em que o time recebeu a denominação de "Real" por parte do monarca Alfonso XIII da Espanha.
Ele também foi jogador do Real Madrid, tornando-se o primeiro francês a jogar pelos Los Merengues. Ele treinou a Seleção Espanhola de Futebol nos Jogos Olímpicos de Verão de 1924.